# Aspidistra austrosinensis
Aspidistra austrosinensis är en sparrisväxtart som beskrevs av Y.Wan och Cheng Chiu Huang. Aspidistra austrosinensis ingår i släktet Aspidistra och familjen sparrisväxter. Inga underarter finns listade i Catalogue of Life.